# جرعة الطاقة الممتصة
جرعة الطاقة الممتصة عبارة عن مقدار كمي أساسي لتحديد الجرعة D والذي يمثل متوسط الطاقة المتحولة إلى مادة لكل وحدة كتلة وذلك عن طريق الإشعاع المؤين. إن الوحدة الدولية لقياس جرعة الطاقة الممتصة هي جول لكل كيلوغرام، والتي تسمى غراي Gray ويرمز لها (Gy). هناك وحدة أخرى غير دولية مستخدمة تدعى راد.
{\displaystyle \mathrm {1\,Gy=1\,{\frac {J}{kg}}} }

## الاستخدامات

### الوقاية الإشعاعية
إن جرعة الكمية الممتصة من طاقة الإشعاع المؤين لها أهمية كبرى في مجال الوقاية الإشعاعية. وجد أنه من أجل اعتبار خطر إشعاع عشوائي (والذي يعرّف على أنه «احتمالية» تحفيز الإصابة بمرض السرطان وحدوث تشوهات جينية) فإنه ينبغي أت تؤخذ اعتبارات بالحسبان وذلك لنمط الإشعاع ولحساسية الأنسجة المتعرضة للإشعاع، والتي تتطلب استخدام عوامل معدّلة. بالتالي، فإن جرعة الطاقة الممتصة غير المعدّلة لا تستخدم من أجل مقارنة أخطار عشوائية ولكن تستخدم قثط من أجل المقارنة مع التأثيرات الحتمية («خطورة» التأثيرات الشديدة على الأنسجة والتي من المؤكد أنها ستحصل) مثل متلازمة الإشعاع الحادة.
يمكن التعبير عن الخطر العشوائي من خلال الجرعة المكافئة H T والجرعة الفعّالة E، بالإضافة إلى العوامل المحددة للجرعة المناسبة والتي تستخدم لحساب هذه العوامل من جرعة الطاقة الممتصة. يعبّر عن كميات الجرعة المكافئة والفعّالة بوحدة زيفرت أو ريم، والتي تأخذ التأثيرات الحيوية بعين الاعتبار. هذه العوامل تتوافق مع توصيات الهيئة الدولية للوقاية من الإشعاع (ICRP) والوكالة الدولية لقياسات ووحدات الإشعاع (ICRU).

## التعبير الرياضي
يعبر عن جرعة الطاقة الممتصة كالتالي:
{\displaystyle D\ =\ {\frac {\mathrm {d} E}{\mathrm {d} m}}\ =\ {\frac {1}{\rho }}\ {\frac {\mathrm {d} E}{\mathrm {d} V}}}
حيث {\displaystyle D} هو جرعة الطاقة الممتصة
و {\displaystyle \rho } كثافة الامتصاص
و {\displaystyle \mathrm {d} E} الطاقة
و {\displaystyle \mathrm {d} m} الكتلة